# El Aromillo
El Aromillo è un comune (corregimiento) della Repubblica di Panama situato nel distretto di Cañazas, provincia di Veraguas. Si estende su una superficie di 64,7 km² e conta una popolazione di 1.359 abitanti (censimento 2010).